# FCザンクトパウリ
FCザンクトパウリ（FC St. Pauli）は、ドイツ・ハンブルクのザンクトパウリ地区を本拠地とするスポーツクラブ。同じくハンブルクを本拠地とするハンブルガーSVとのサッカー部門の対戦は、ハンブルク・ダービーとして激しい盛り上がりをみせる。ドイツ最大級の歓楽街であるレーパーバーンの脇に本拠地となるスタジアムが位置している。

## 歴史

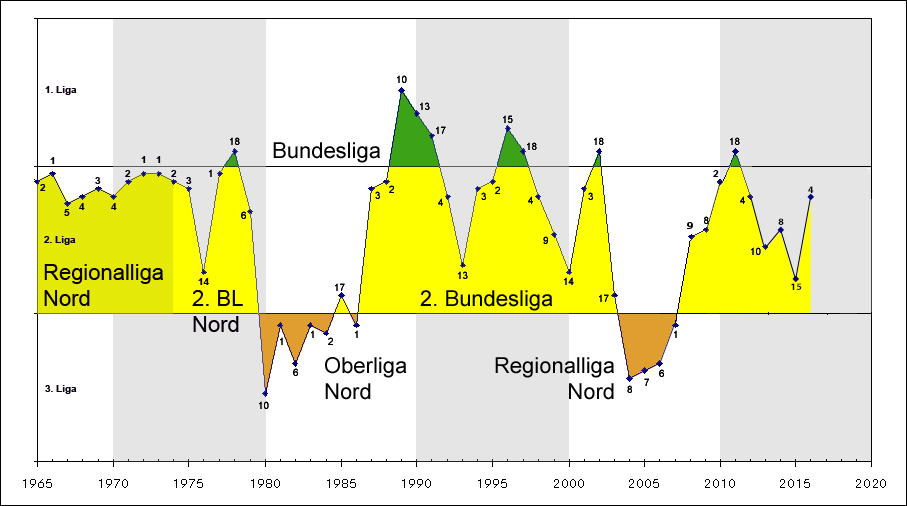
激しく上下する成績

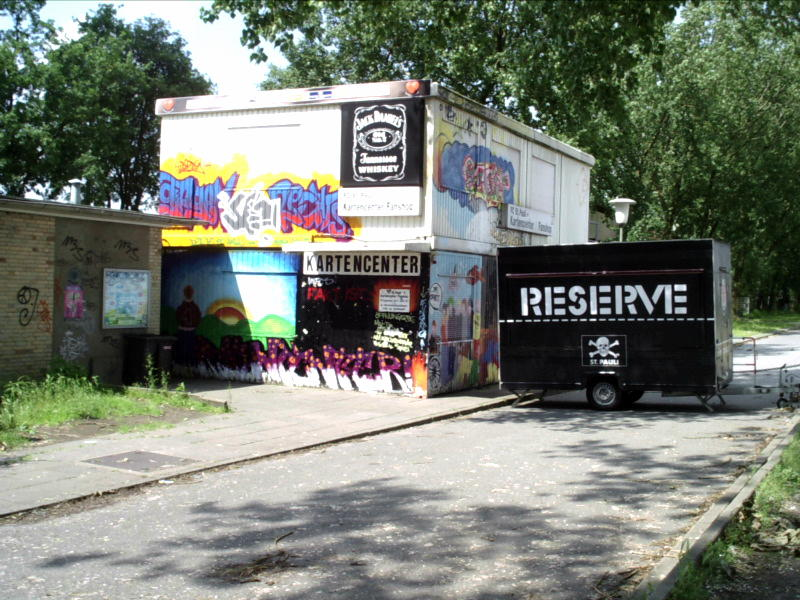
スタジアム脇の売店

1910年に創設。ブンデスリーガ発足後は、1977年に1部昇格を果たしたが、翌年に2部へ降格、更に降格した年も成績は低迷し3部にまで降格した。そこから徐々にはい上がり、1988年に1部復帰を果たした。1部在籍中にみられた、同じハンブルクを本拠地とするハンブルガーSVとのハンブルクダービーは街を熱狂させた。
その後も1部と2部の往復を繰り返していたが、2002年に2部に降格すると更に低迷し、またもや2シーズン連続の降格という不名誉な結果を残しレギオナルリーガ（3部）へと降格した。こうした低迷期の中でも、2002年にカップ戦で世界王者であったバイエルン・ミュンヘンを破っており、サポーターを大いに喜ばせている。2006年にもカップ戦で4強にまで残った（この際はバイエルン・ミュンヘンに敗北）。その間にも着実に力を付け、2007年には2部へ復帰、2010年には1部復帰を果たした。前半戦こそは11位と比較的健闘していたが、0-1でアウェーながらも勝利した2011年2月16日のハンブルガーSVとのハンブルク・ダービーを最後に一気に低迷し、最下位に終わり、結局前評判通り、1シーズンで2部に降格した。しかし、序盤戦で失点を恐れない勇猛果敢なサッカーを見せたホルガー・シュタニラウスキ（de）監督の手腕が高く評価され、翌シーズンにはTSG1899ホッフェンハイムに引き抜かれる結果となった。2015年6月にアーセナルFCを退団した宮市亮が3年契約で完全移籍。移籍金は契約満了のためなし。
2024年5月12日、ホームで行われたVfLオスナブリュック戦を3-1で勝利し、13年ぶりのブンデスリーガ復帰を決めた。最終戦のSVヴェーエン・ヴィースバーデン戦も勝利し、2023-24シーズンの2部リーグ優勝を決めている。また、ライバルのハンブルガーSVは昇格に失敗した為、クラブ史上初となるハンブルガーより高い順位でシーズンを終えることとなった。

## タイトル

### 国内タイトル
なし

### 国際タイトル
なし

## 過去の成績
| シーズン | ディビジョン      | ディビジョン | ディビジョン | ディビジョン | ディビジョン | ディビジョン | ディビジョン | ディビジョン | ディビジョン | DFBポカール |
| シーズン | リーグ            | 試           | 勝           | 分           | 敗           | 得           | 失           | 点           | 順位         | DFBポカール |
| -------- | ----------------- | ------------ | ------------ | ------------ | ------------ | ------------ | ------------ | ------------ | ------------ | ----------- |
| 2007-08  | ブンデスリーガ2部 | 34           | 11           | 9            | 14           | 47           | 53           | 42           | 9位          | 2回戦敗退   |
| 2008-09  | ブンデスリーガ2部 | 34           | 14           | 6            | 14           | 52           | 59           | 48           | 8位          | 1回戦敗退   |
| 2009-10  | ブンデスリーガ2部 | 34           | 20           | 4            | 10           | 72           | 37           | 64           | 2位          | 2回戦敗退   |
| 2010-11  | ブンデスリーガ1部 | 34           | 8            | 5            | 21           | 35           | 68           | 29           | 18位         | 1回戦敗退   |
| 2011-12  | ブンデスリーガ2部 | 34           | 18           | 8            | 8            | 59           | 34           | 62           | 4位          | 1回戦敗退   |
| 2012-13  | ブンデスリーガ2部 | 34           | 11           | 10           | 13           | 44           | 47           | 43           | 10位         | 2回戦敗退   |
| 2013-14  | ブンデスリーガ2部 | 34           | 13           | 9            | 12           | 44           | 49           | 48           | 8位          | 1回戦敗退   |
| 2014-15  | ブンデスリーガ2部 | 34           | 10           | 7            | 17           | 40           | 51           | 37           | 15位         | 1回戦敗退   |
| 2015-16  | ブンデスリーガ2部 | 34           | 15           | 8            | 11           | 45           | 39           | 53           | 4位          | 1回戦敗退   |
| 2016-17  | ブンデスリーガ2部 | 34           | 12           | 9            | 13           | 39           | 35           | 45           | 7位          | 2回戦敗退   |
| 2017-18  | ブンデスリーガ2部 | 34           | 11           | 10           | 13           | 35           | 48           | 43           | 12位         | 1回戦敗退   |
| 2018-19  | ブンデスリーガ2部 | 34           | 14           | 7            | 13           | 46           | 53           | 49           | 9位          | 1回戦敗退   |
| 2019-20  | ブンデスリーガ2部 | 34           | 9            | 12           | 13           | 41           | 50           | 39           | 14位         | 2回戦敗退   |
| 2020-21  | ブンデスリーガ2部 | 34           | 13           | 8            | 13           | 51           | 56           | 47           | 10位         | 1回戦敗退   |
| 2021-22  | ブンデスリーガ2部 | 34           | 16           | 9            | 9            | 61           | 46           | 57           | 5位          | ベスト8     |
| 2022-23  | ブンデスリーガ2部 | 34           | 16           | 10           | 8            | 55           | 39           | 58           | 5位          | 2回戦敗退   |
| 2023-24  | ブンデスリーガ2部 | 34           | 20           | 9            | 5            | 62           | 36           | 69           | 1位          | ベスト8     |
| 2024-25  | ブンデスリーガ1部 | 34           | 8            | 8            | 18           | 28           | 41           | 32           | 14位         | 2回戦敗退   |
| 2025-26  | ブンデスリーガ1部 | 34           |              |              |              |              |              |              |              |             |

## 現所属メンバー
2024-25シーズン ブンデスリーガ 開幕戦(1.FCハイデンハイム戦)フォーメーション (3-5-2)
2025年8月4日現在
注：選手の国籍表記はFIFAの定めた代表資格ルールに基づく。
| No. | Pos. |                | 選手名                       |
| --- | ---- | -------------- | ---------------------------- |
| 1   | GK   | ドイツ         | ゲン・ヴォール               |
| 2   | DF   | ギリシャ       | マノリス・サリアカス         |
| 3   | DF   | エストニア     | カロル・メッツ               |
| 4   | DF   | オーストリア   | デービッド・メネス           |
| 5   | DF   | ドイツ         | ハウケ・ヴァール             |
| 6   | MF   | アメリカ合衆国 | ジェイムズ・サンズ           |
| 7   | MF   | オーストラリア | ジャクソン・アーバイン () () |
| 8   | DF   | スウェーデン   | エリック・スミス             |
| 9   | FW   | ガンビア       | アブドゥライ・シーセイ       |
| 10  | FW   | ルクセンブルク | ダネル・シナニ ()            |
| 11  | DF   | ポーランド     | アルカディウシュ・ピルカ     |
| 14  | DF   | ウェールズ     | フィン・スティーブンス ()    |
| 16  | MF   | 日本           | 藤田譲瑠チマ                 |
| 17  | FW   | イングランド   | オラダポ・アフォラヤン ()    |

| No. | Pos. |                          | 選手名                          |
| --- | ---- | ------------------------ | ------------------------------- |
| 18  | FW   | スコットランド           | スコット・バンクス              |
| 20  | MF   | スウェーデン             | エリク・アールストランド        |
| 21  | DF   | ドイツ                   | ラース・リツカ                  |
| 22  | GK   | ボスニア・ヘルツェゴビナ | ニコラ・ヴァシリ ()             |
| 23  | DF   | ドイツ                   | ルイス・オッピー                |
| 24  | MF   | オーストラリア           | コナー・メトカーフ              |
| 25  | DF   | ポーランド               | アダム・ジビガワ                |
| 26  | FW   | イングランド             | リッキー・ジェイド・ジョーンズ  |
| 27  | FW   | フランス                 | アンドレアス・ウントンジ ()     |
| 28  | FW   | フランス                 | マティアス・ペレイラ・ラーゲ () |
| 30  | GK   | オーストリア             | シモン・スパリ                  |
| 34  | DF   | オーストリア             | ヤニク・ロバッチ                |
| 38  | FW   | ドイツ                   | ロメオ・アイグベカーン          |
| 42  | MF   | ドイツ                   | マルウィン・シュミット          |

監督
- アレクサンダー・ブレッシン（英語版）

in
注：選手の国籍表記はFIFAの定めた代表資格ルールに基づく。
| No. | Pos. |          | 選手名                                   |
| --- | ---- | -------- | ---------------------------------------- |
| 27  | FW   | フランス | アンドレアス・ウントンジ (バーンリー) () |

out
注：選手の国籍表記はFIFAの定めた代表資格ルールに基づく。
| No. | Pos. |  | 選手名 |
| --- | ---- |  | ------ |

## 歴代監督
- アンドレアス・ベルクマン 2004-2006
- ホルガー・スタニスラウスキ 2006-2007, 2008-2011
- アンドレ・トゥルルセン 2007-2008
- アンドレ・シューベルト 2011-2012
- トーマス・メグレ 2012, 2014
- ミヒャエル・フロンツェック 2012-2013
- ローラント・ブラベッツ 2013-2014
- エヴァルト・リーネン 2014-2017
- オラフ・ヤンセン 2017
- マルクス・カウチンスキ 2017-2019
- ヨス・ルフカイ 2019-2020
- ティモ・シュルツ（英語版） 2020-2022
- ファビアン・ヒュルツェラー 2022-2024

## 歴代所属選手

### GK
- トーマス・ケスラー 2010-2011

### DF
- トーレ・ペデルセン 1995-1997
- ズラタン・バイラモビッチ 1997-2002
- バスティアン・オツィプカ 2010-2011
- モリッツ・フォルツ 2010-2012
- カルロス・サンブラーノ 2010-2012
- マルツェル・ハルステンベルク 2013-2015
- ラッセ・ゾビーヒ 2014-

### MF
- チャド・ディアリング 1988–1990
- ピオトル・トロホウスキ 1997–1999
- アレクサンダー・マイアー 2001-2003
- カリム・ゲデ 2007-2010
- ジュニア・ホイレット 2008-2009
- マティアス・レーマン 2009-2011
- フィン・バルテルス 2010-2014
- パトリック・フンク 2011-2013
- ミヒャエル・グレゴリッチュ 2013–2014
- トム・トリブル 2014-2015
- マッツ・メラー・デーリ 2016-2020

### FW
- 尾崎加寿夫 1988-1989
- イヴァン・クラスニッチ 1997-2001
- エメルソン 1996–1997
- マックス・クルーゼ 2009-2012
- ゲーラルド・アサモア 2010-2011
- リヒャルト・スクタ＝パス 2010-2011
- ダニエル・ギンチェク 2012-2013
- 宮市亮 2015-2021
- マーヴィン・ドゥクシュ 2016-2018
- レンナルト・ティー 2017
- サミ・アラギ 2017-
- ヴィクトル・ギェケレシュ 2019-2020

## エピソード
2024年11月14日、Xの利用を停止すると発表した。チームは2013年からXの利用を始め、利用停止を発表した時点で25万人のフォロワーを有していたが、利用停止の理由として、イーロン・マスクによるXの買収以後、マスクはXをヘイトマシーンに変えたと痛烈に非難している。また2025年2月国内(ドイツ)にて行われる議会選挙にて、世論を操作するものになるかもしれないという懸念点も挙げた。チームは今後BlueSkyに移行するとも発表し、フォロワーにBlueSkyへの移行を呼び掛けた。ブンデスリーガのクラブでXの利用を停止すると発表したのはザンクトパウリが初めてとなる。ガーディアンは、主要サッカークラブとしてはザンクトパウリが初めてXの利用停止を発表したと報じている。ブンデスリーガのクラブでは、11月中にSCフライブルクやヴェルダー・ブレーメンもXの利用停止を発表した。